# Аня Тейлър-Джой
Аня Тейлър-Джой (на английски: Anya Taylor-Joy) е американска актриса с британски и аржентински корени. Номинирана е за Еми за ролята си на Бет Хармън в минисериала на Netflix – „Дамски гамбит“. Носителка е на наградите Златен глобус, САГ, Изборът на Критиците и ААСТА.

## Биография
Аня Джоузефин Мари Тейлър-Джой е родена е на 16 април 1996 г. в Маями, Флорида. Тя е най-малкото от шест деца, майка ѝ Дженифър Марина Джой е психолог, която е родена и израснала в Замбия и е от английски и испански произход. Баща ѝ Денис Алън Тейлър е аржентинец с шотландско наследство. Той е международен банкер, който променя кариерата си и става професионален състезател в състезания с моторни лодки, където печели два световни шампионата на Union Internationale Motonautique. Тейлър е бил и директор на частна компания за наем на самолети. И двамата ѝ родители са природозащитници. Тейлър-Джой притежава тройно британско, американско и аржентинско гражданство.

## Кариера
Прави дебюта си във фантастичния сериал „Атлантис“ (2015), преди да придобие световна популярност с ролята си на Томасин във филма на ужасите – „The Witch“ (2015).
Известна е и с ролите си в минисериала „The Miniaturist“ (2017) на BBC, сериалите „Остри козирки“ (2019) и „The Dark Crystal: Age of Resistance“ (2019).
Най-големите си успехи постига с ролите си на Ема Уудхаус във филмовата адаптация от Джейн Остин – „Ема“ (2020) и Бет Хармън в минисериала на Netflix – „Дамски гамбит“ (2020). През 2021 за тях получава номинации за Златен глобус и Сателит, като печели Златен Глобус за ролята си на Бет Хармън.
През 2022 година участва и с главна роля във филма – Менюто.

## Избрана Филмография
- Вещицата (2015) – Томасин
- На парчета (2016) – Кейси Кук
- Стъкления (2019) – Кейси Кук
- Дамски Гамбит (2020) – сериал, Бет Хармън
- Ема (2020) – Ема Уудхаус
- Викингът (2022) – Олга
- Менюто (2022) – Марго / Ерин
- Амстердам (2022) – Либи Воуз
- Супер Марио Bros.: Филмът (2023) – Принцеса Прасковка (глас)
- Дюн: Част втора (2024) – Алая Атреиди (камео)
- Фюриоза: Сага за „Лудия Макс“ (2024) – Император Фюриоза
- Дефилето (2025) - Драса